# Ellington (Connecticut)
Ellington es un pueblo ubicado en el condado de Tolland, en el estado estadounidense de Connecticut. Según el censo del año 2010, en ese momento tenía una población de 15.602 habitantes. Tiene una población estimada, a mediados de 2019, de 16.467 habitantes.

## Geografía
Ellington se encuentra ubicada en las coordenadas 41°55′00″N 72°27′28″O / 41.91667, -72.45778.

## Demografía
Según la Oficina del Censo en 2000 los ingresos medios por hogar en la localidad eran de $62,405, y los ingresos medios por familia eran $77,813. Los hombres tenían unos ingresos medios de $47,334 frente a los $32,460 para las mujeres. La renta per cápita para la localidad era de $27,766. Alrededor del 3.6% de la población estaban por debajo del umbral de pobreza.